# Pagoda de Hoằng Phúc
La Pagoda de Hoằng Phúc és una pagoda a comuna de My Thuy, barri de Le Thuy, Província de Quảng Bình, Vietnam. El primer temple va ser construït fa més de 700 anys, un dels temples més antics al centre del Vietnam. El temple ha estat reconstruït i rebatejat diverses vegades. El 1985, el temple es va ensorrar. Al desembre de 2014, la reconstrucció es va iniciar i es va acabar el gener de 2016. birmana Sangha budista donat la sarira temple de la pagoda de Shwedagon.